# Рейнис, Мечисловас
Мечи́словас Рейни́с (лит. Mečislovas Reinys; 4 или 5 февраля 1884, дер. Мадагаскарас, Ковенская губерния — 8 ноября 1953, Владимир) — епископ Римско-католической церкви. Литовский государственный и религиозный деятель, учёный-психолог.

## Образование
Окончил католическую Виленскую духовную семинарию, католическую Императорскую Петербургскую духовную академию. Магистр философии (1912; тема диссертации: «Нравственные принципы Владимира Соловьёва»). Также изучал физику, химию, геологию, минералогию, биологию, анатомию, физиологию, политическую экономию. В 1913 совершенствовался в Страсбургском университете. Владел девятью иностранными языками.

## Священник
Был рукоположён в священники в 1907 году в Санкт-Петербурге. Во время Первой мировой войны (с 1915) был военным капелланом в госпитале. Преподавал в виленской гимназии. С 1916 являлся профессором Виленской духовной семинарии. С 1922 года профессор Литовского университета в Каунасе (с 1930 года Университет Витаутаса Великого), руководил кафедрой теоретической и экспериментальной психологии. Один из основателей Литовской академии наук и искусств.
С 1923 — прелат. В 1925—1926 был министром иностранных дел Литвы как представитель христианско-демократической партии.

## Епископ
С 1926 — титулярный епископ Тиддитанский, коадъютор епископа Вилкавишского. Автор статей по вопросам психологии, этики, богословия, педагогики. В 1939 опубликовал монографию «Проблемы расизма». По словам профессора Оны Воверене, в этой работе епископ Рейнис 

глубоко исследовал суть идеологии фашизма и коммунизма, а также расизм, все формы его проявления и установил, что эти идеологии являются равноценными тоталитарными идеологиями. Все они бесчеловечны. В своей книге учёный призывал бороться с обеими идеологиями, поскольку обе они отравляют сознание людей, вдобавок к этому, коммунистическая идеология своими атеистическими идеями отнимает у человека его душу и все его гуманистические духовные ценности. Кроме того, коммунисты фальсифицирует науку, они уничтожили государственность, в статус правителей государства выдвинули коммунистическую партию, все дела государства подчиняют интересам этой партии, игнорирует Конституцию, говорят неправду, на уровень государственности выдвинули лицемерие.

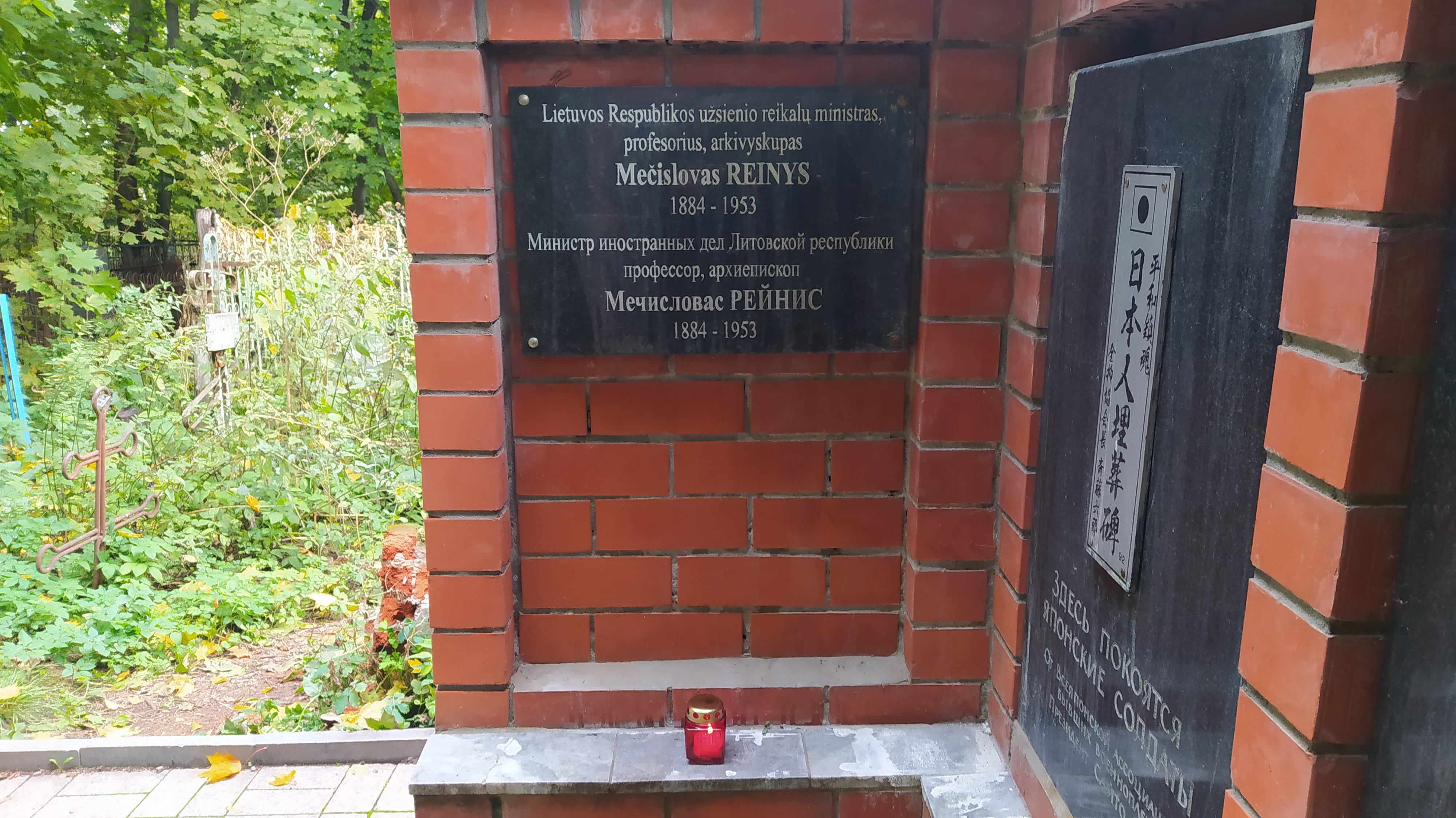
Табличка в память архиепископа Мечисловаса Рейниса на Князь-Владимирском кладбище

В июле 1940, после переноса в Вильнюс столицы Литовской Республики, епископ Рейнис был назначен викарным епископом при архиепископе Вильнюсском Ялбжиковском в сане титулярного архиепископа Ципселенского. В июне 1942, после ареста архиепископа, он стал управляющим епархией в должности апостольского администратора Могилёва и Минска. 22 августа 1942 он сообщал в Рим об аресте пятидесяти священников; шестеро были приговорены к смерти. Епископу Рейнису удалось добиться открытия закрытой немецкими властями Вильнюсской духовной семинарии (в феврале 1945 она была вновь закрыта, на этот раз органами советской власти).

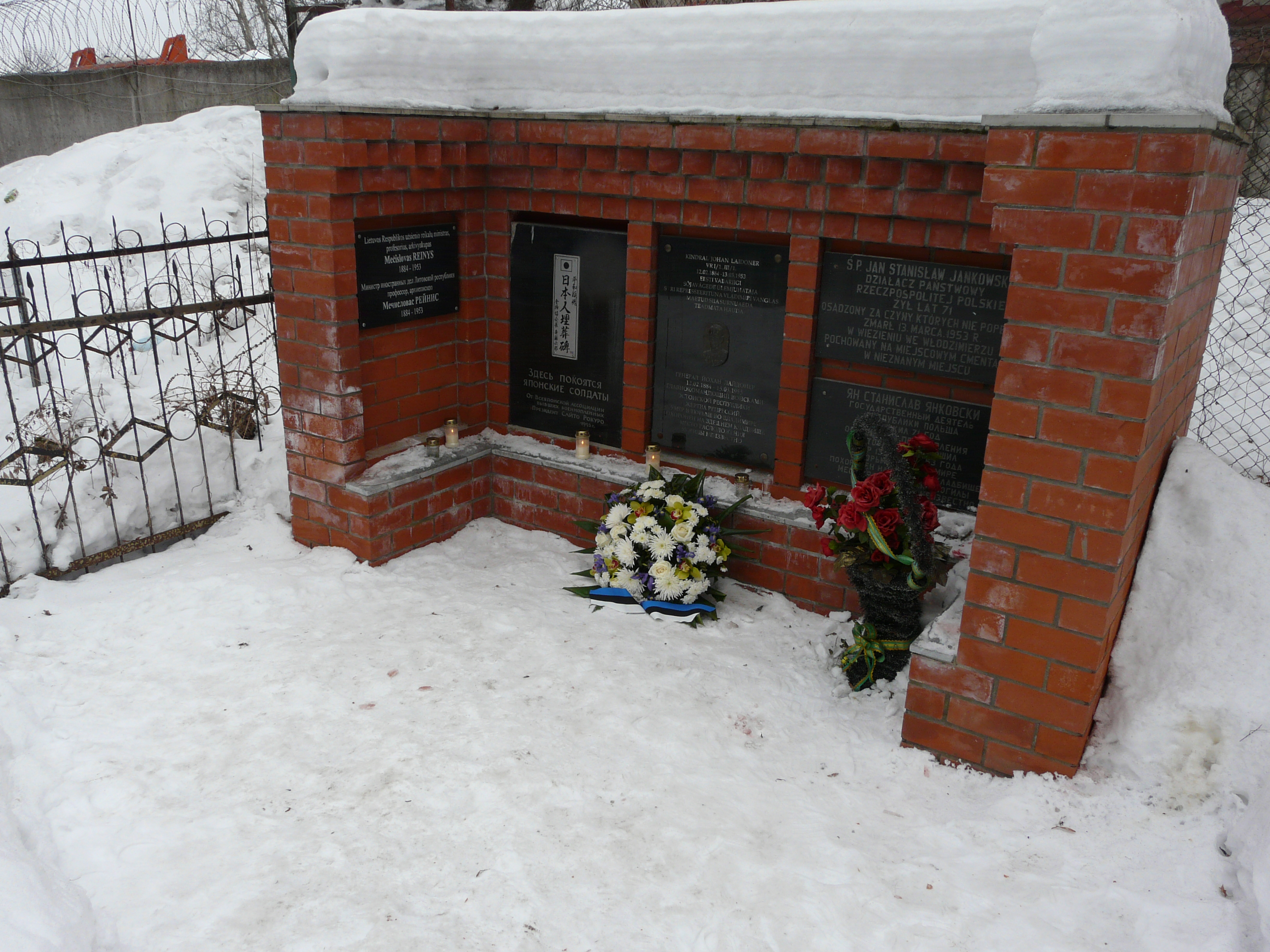
Князь-Владимирское кладбище

В 1947 епископ был арестован, обвинен в активной антисоветской деятельности и приговорён к 8 годам тюремного заключения, которое отбывал во Владимирской тюрьме, где и скончался. В католическом храме города Владимира есть памятная доска с именами репрессированных священнослужителей, на которой значится и имя епископа Рейниса. На Князь-Владимирском кладбище Рейнису установлена памятная доска.

## Награды
- Гранд-офицер ордена Креста Витязя (4 февраля 2009 года, посмертно)[3]